# Coluna persa

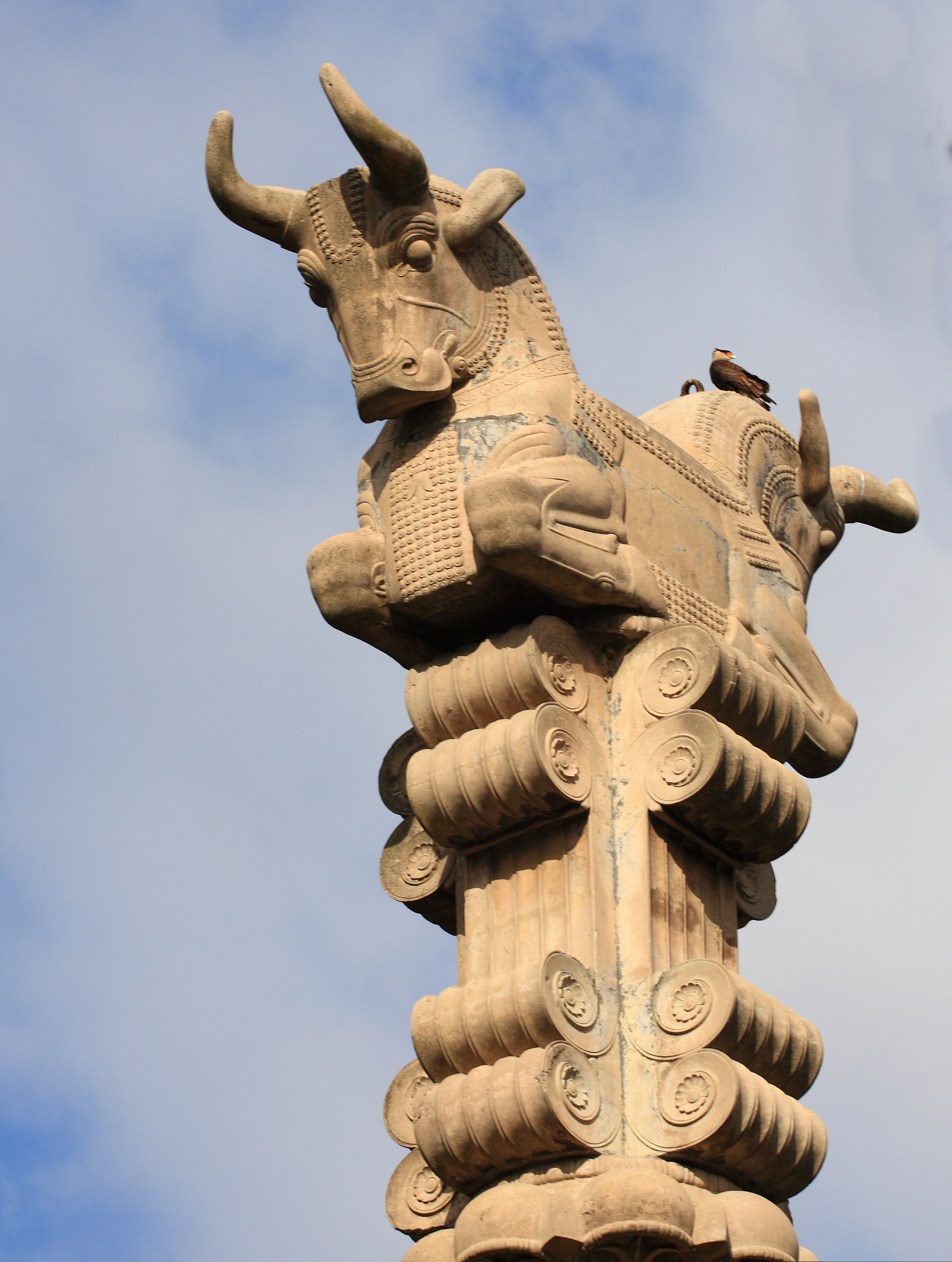
Topo de um exemplo aquemênida de Persépolis

Colunas persas ou colunas persepolitanas são a forma distinta de coluna desenvolvida na arquitetura aquemênida da antiga Pérsia, provavelmente começando pouco antes de 500 AEC. Eles são principalmente conhecidos por Persépolis, onde as colunas principais maciças têm uma base, eixo estriado e um capitel de animal duplo, a maioria com touros. Os palácios aquemênidas tinham enormes salões hipostilo chamados apadana, que eram sustentados por várias fileiras de colunas. O Salão do Trono ou "Salão das Cem Colunas" em Persépolis, medindo 70 x 70 metros, foi construído pelo rei aquemênida Artaxerxes I. O salão Apadana é ainda maior. Estes frequentemente incluíam um trono para o rei e eram usados para grandes assembleias cerimoniais; o maior em Persépolis e Susa cabia dez mil pessoas de uma vez.
Os aquemênidas tinham pouca experiência em arquitetura de pedra, mas foram capazes de importar artistas e artesãos de todo o seu império para desenvolver um estilo imperial híbrido baseado em influências da Grécia, Mesopotâmia, Egito e Lídia na Anatólia, além de Elam na própria Pérsia. O estilo foi provavelmente desenvolvido no Palácio de Dario em Susa, mas as sobrevivências mais numerosas e completas estão em Persépolis, onde várias colunas permanecem de pé. Os edifícios imperiais no estilo acabaram abruptamente com a invasão de Alexandre, o Grande, em 330 AEC, quando Persépolis foi incendiada.

## Descrição

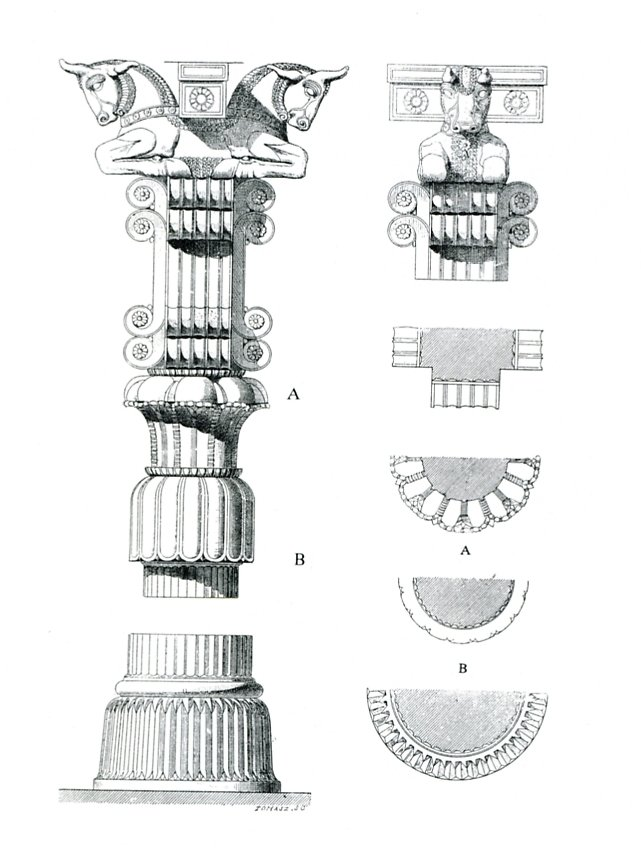
Plano, vista frontal e vista lateral de uma coluna típica de Persépolis

As formas das colunas e capitéis variam um pouco entre os diferentes edifícios. Geralmente os capitéis são esculpidos com dois animais fortemente decorados, que se projetam da coluna. Estes funcionam como suportes para suportar a arquitrave ou as madeiras do telhado, enquanto as costas planas dos animais suportam madeiras que correm em ângulos retos. Conforme eles projetam, os animais podem ser chamados de protomas. O touro é o animal mais comum, mas também há leões, touros com a cabeça de um homem no estilo do Lamassu assírio, e grifos com as cabeças de águias e os corpos de leões.
Os touros e leões podem refletir o simbolismo em torno de Nowruz, o Ano-Novo persa no equinócio de primavera, de um touro lutando eternamente personificando a lua e um leão personificando o sol. Este foi o dia em que nações tributárias apresentaram seu tributo anual ao rei, como descrito nos relevos das escadas em Persépolis, e foi sugerido que Persépolis foi construído especificamente para as celebrações de Nowruz.
O capitel é muito maior que na maioria dos outros estilos de colunas. Enquanto algumas colunas menores se variam rapidamente dos animais para o eixo plano abaixo, os maiores exemplos têm uma longa seção intermediária com volutas duplas no topo e, invertidas, no fundo de uma longa zona quadrada, embora o eixo do coluna seja redondo. Na parte superior do eixo redondo estão duas seções com um desenho frouxamente baseado em plantas, a parte superior é uma forma de "capital de palma", espalhando-se à medida que sobe, e a parte inferior sugerindo folhas inclinadas para baixo. Outros capitéis têm os animais e os dois elementos inferiores baseados em plantas, mas não a seção intermediária com as volutas; o exemplo em Chicago é desse tipo. Existem várias pequenas molduras entre os vários elementos, refletindo um estilo grego. Os chifres e orelhas dos animais são muitas vezes peças separadas, encaixadas na cabeça por plugues quadrados. As colunas foram polidas e pelo menos os capitéis foram pintados, no caso das de madeira sobre um revestimento de gesso. O estilo reflete influências das muitas culturas que o Império Aquemênida conquistou, incluindo Egito, Babilônia e Lídia, bem como a Grécia, onde os persas tiveram apenas sucesso temporário; o resultado final é distintamente persa.
Acredita-se que as colunas de pedra que sobrevivem foram precedidas por versões de madeira, e estas continuaram sendo usadas. A mudança para a pedra pode ter ocorrido quando árvores suficientemente grandes para os maiores edifícios tornaram-se difíceis ou impossíveis de obter. Os eixos da coluna podem ter até 20 metros de altura. A base é em pedra até para colunas de madeira, e às vezes carrega uma inscrição dizendo que o rei erigiu o edifício. A maioria é redonda, mas um tipo de quadrado mais antigo tem dois degraus.

## Uso e influência

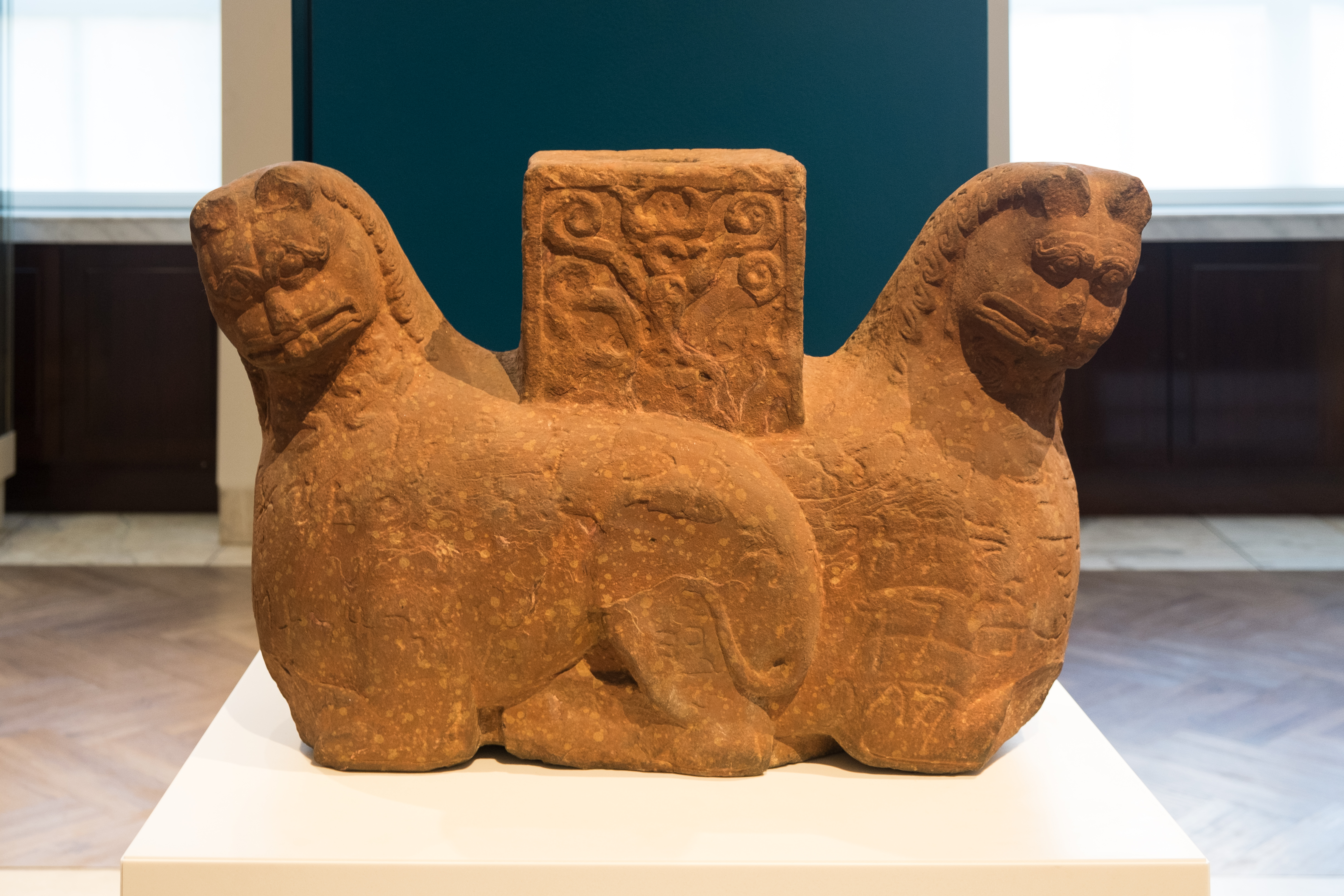
Capitel de uma coluna indo-cita do século I d.C

A forma completa da coluna persa parece ter sido usada apenas em alguns locais fora da Pérsia em todo o império no período aquemênida, na Armênia e até mesmo colônias levantinas na Ibéria. As colunas influenciaram os Pilares de Asoca, erguidos na Índia cerca de 80 anos depois de Alexandre, o Grande, ter destruído o Império Aquemênida e outros edifícios imperiais na arquitetura do Império Máuria. O muito menor capitel de leão de Matura, por volta do ano 0, mostra uma clara influência. Eles podem ser vistos em decoração de relevo em torno de estupas budistas em Gandara dos séculos II ou III EC. O estilo não se desenvolveu na própria Pérsia, mas elementos continuaram a aparecer sob dinastias posteriores antes da chegada do Islã.

## Reflorescimento moderno

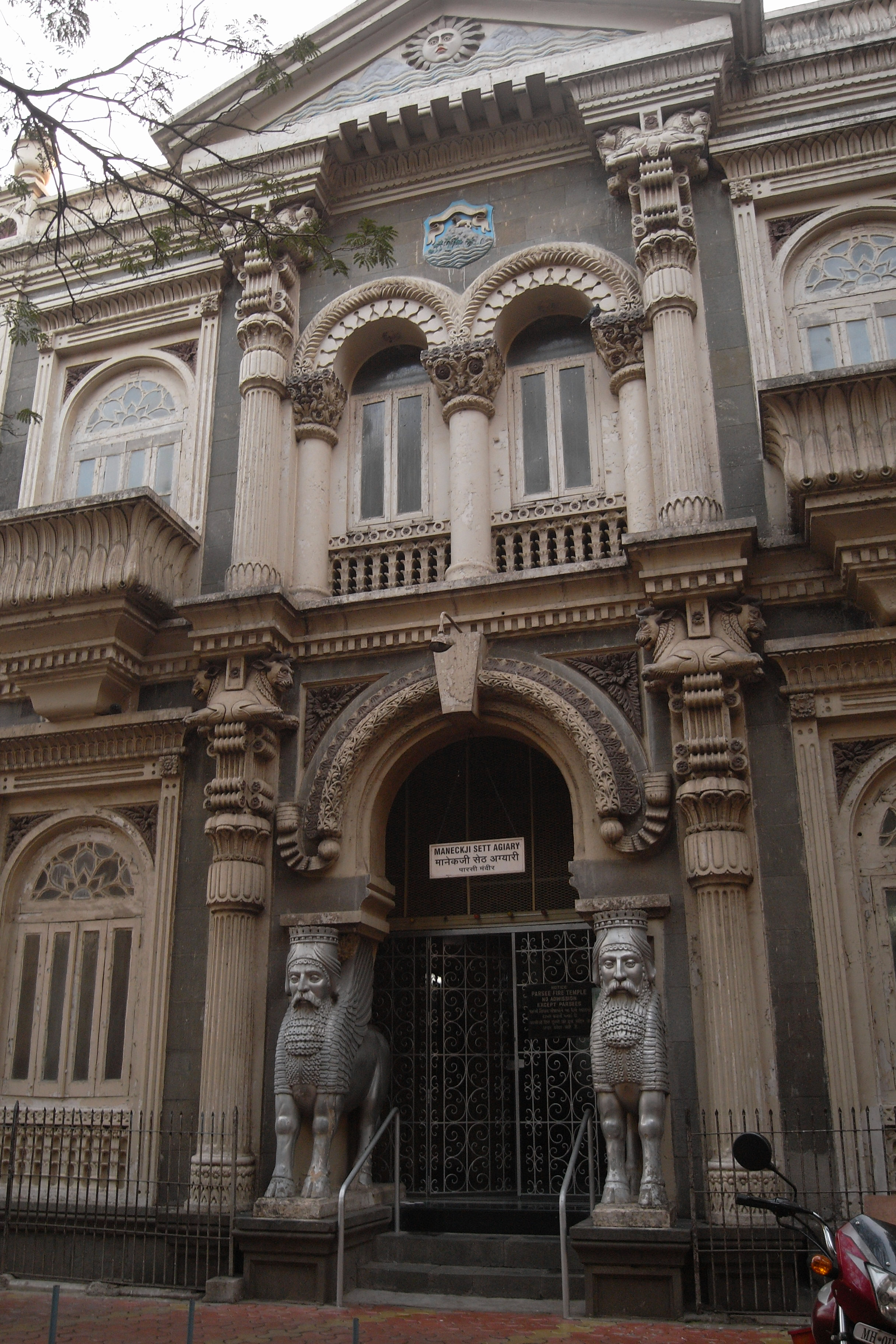
Maneckji Sett Agiary, um templo de fogo Parsi em Mumbai, Índia, 1891

A partir do século XIX, a forma completa da coluna Persepolitana foi revivida, inicialmente por Parses na Índia, e arquitetos ecléticos na Europa, e só mais tarde usado em edifícios públicos no Irã sob a dinastia Pahlavi (a partir de 1925), embora o antigo palácio real no Jardim Afif-Abad, de 1863, timidamente utilize alguns elementos das capitais.
Reza Shah, o primeiro xá Pahlavi do Irã, promoveu o interesse nos aquemênidas de várias maneiras para promover o nacionalismo iraniano e apoiar a legitimidade de seu regime. Construções significativas em Teerã foram supervisionadas quanto à autenticidade de seu estilo por arqueólogos europeus, especialmente André Godard, Maxime Siroux (ambos também arquitetos) e Ernst Herzfeld, que foram levados ao Irã para escavar, curar e treinar estudantes. Estes incluem a sede da polícia e a sede do Banco Melli Iran.
Embora a República Islâmica do Irã prefira edifícios que se referem à arquitetura islâmica, colunas persas em miniatura apoiam o Pavilhão de Estudiosos doados ao Escritório das Nações Unidas em Viena em 2009.

## Galeria

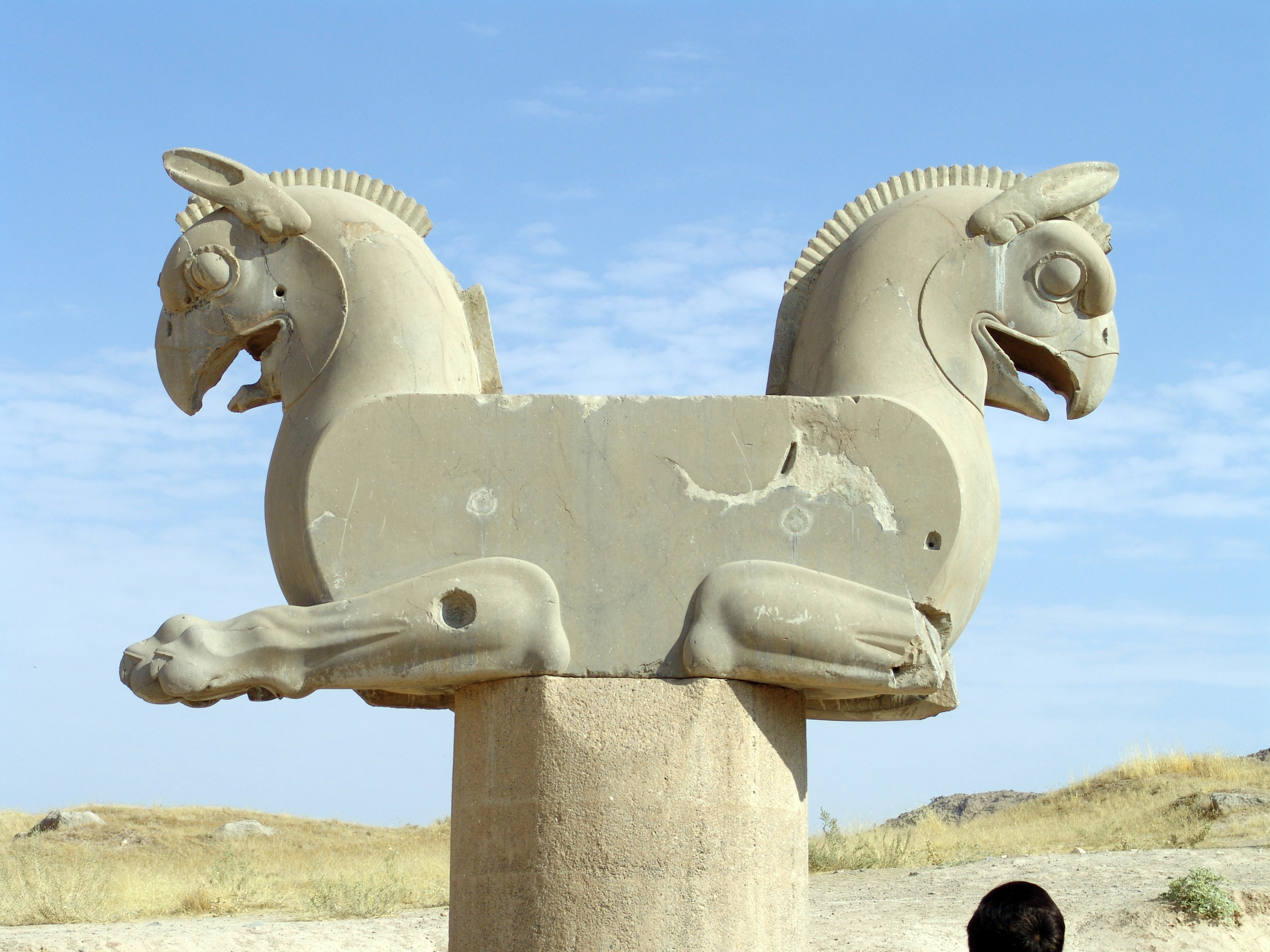
Capitel de grifos em Persépolis. As madeiras do telhado presumivelmente preenchiam a superfície lateral plana
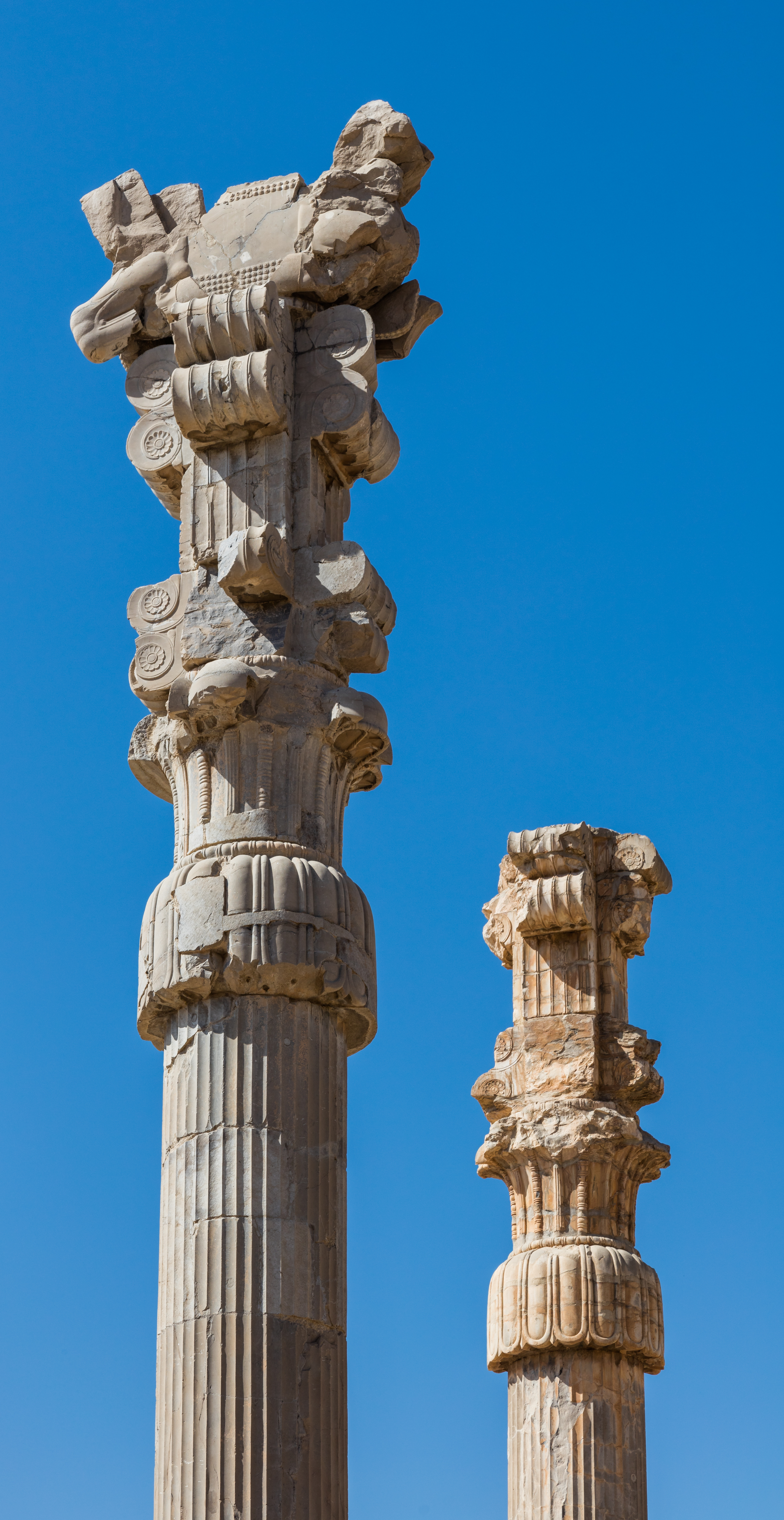
Ruínas de Persépolis
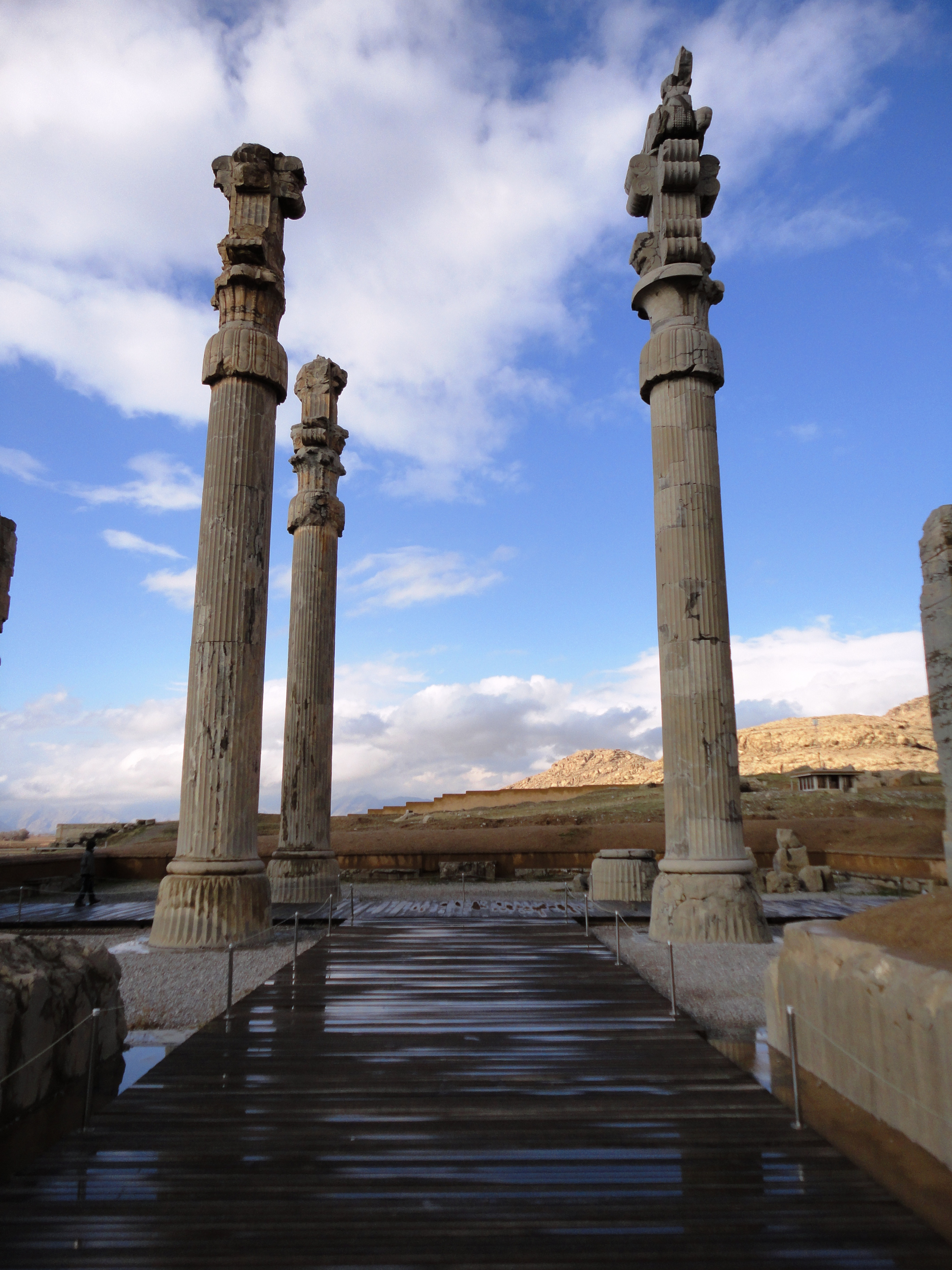
Ruínas de Persépolis
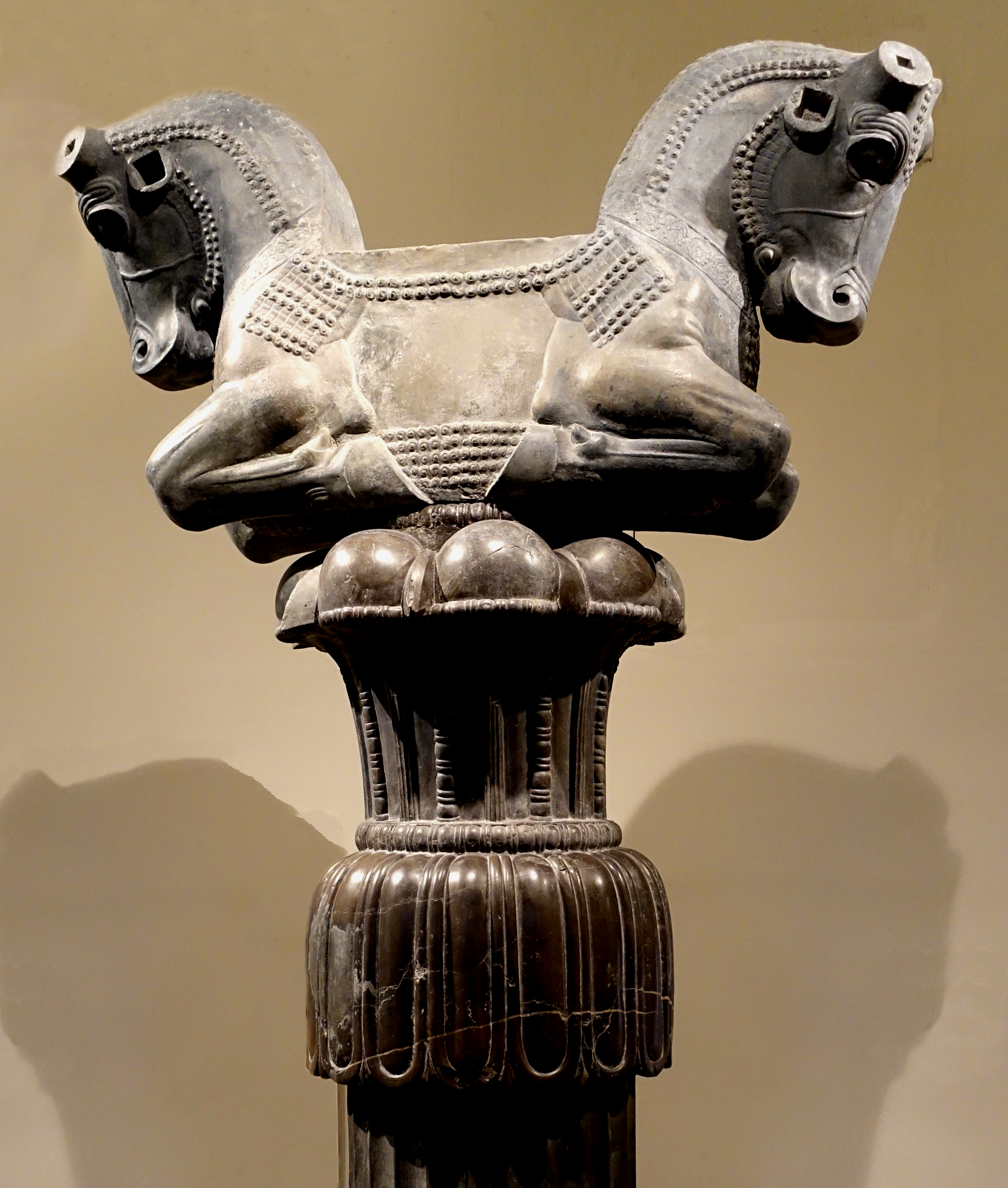
Outro capitel aquemênida em Persépolis.
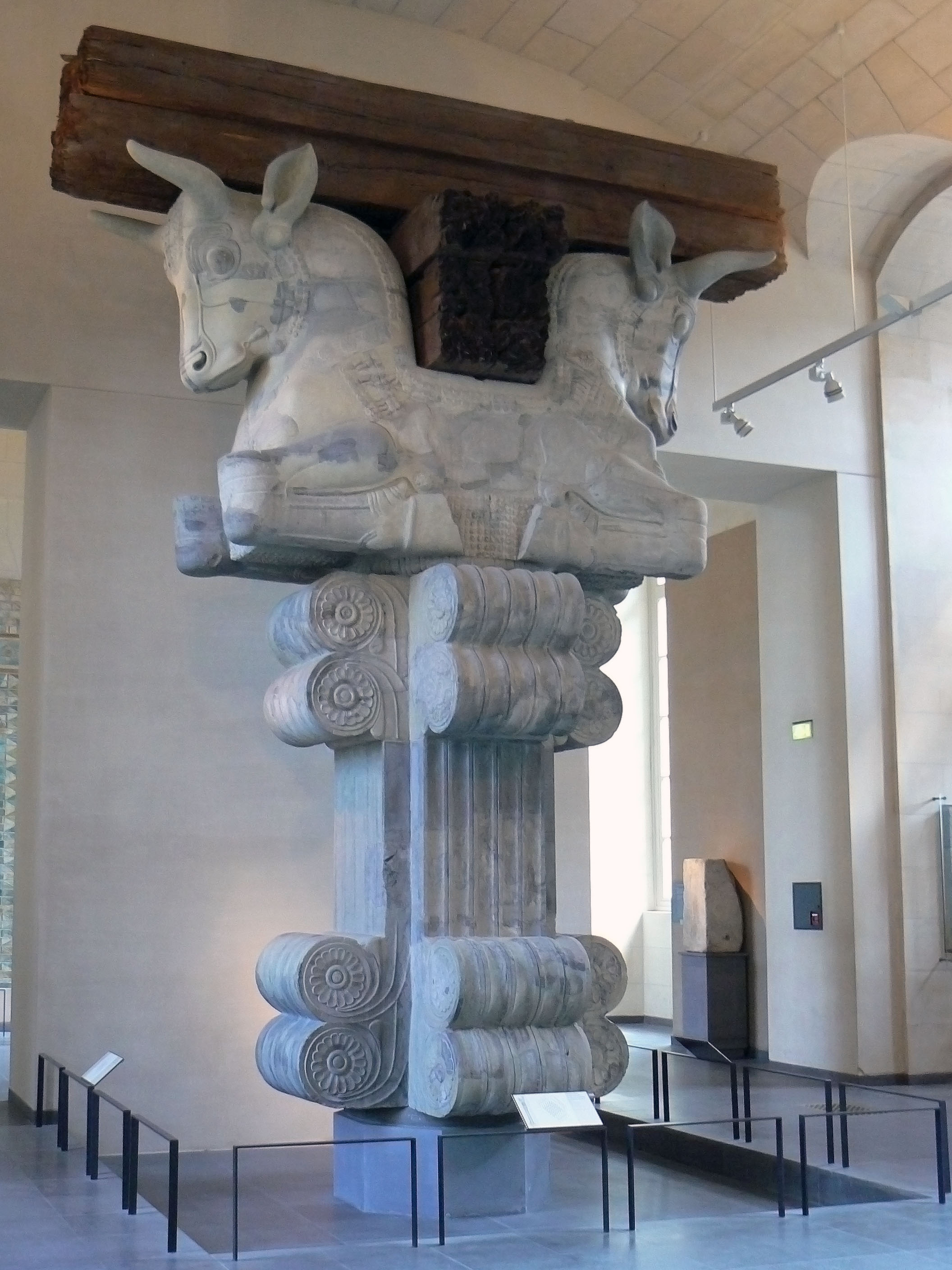
Capitel de touro da Apadana do Palácio de Dario em Susa, agora Louvre
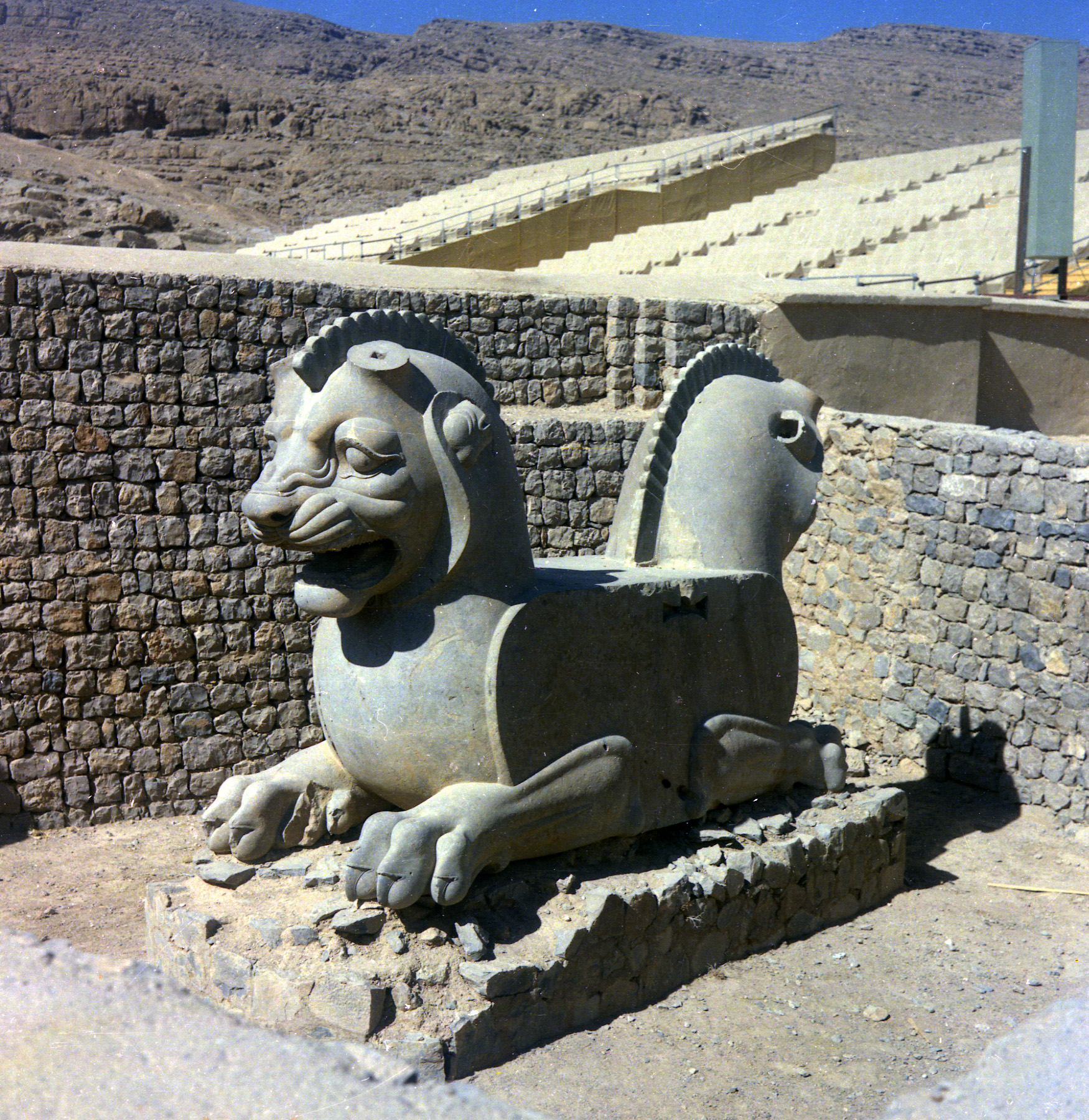
Capitel de leão em Persepolis
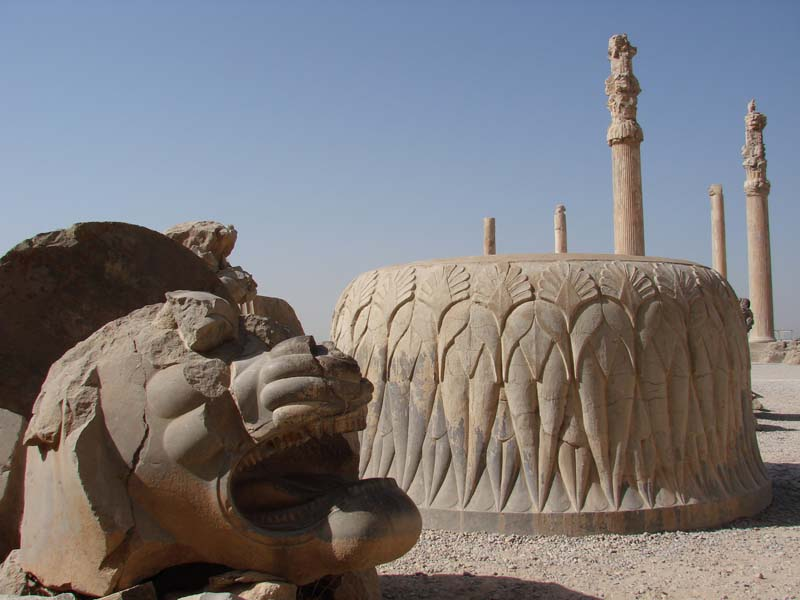
Fragmento de leão e base da coluna em Persépolis
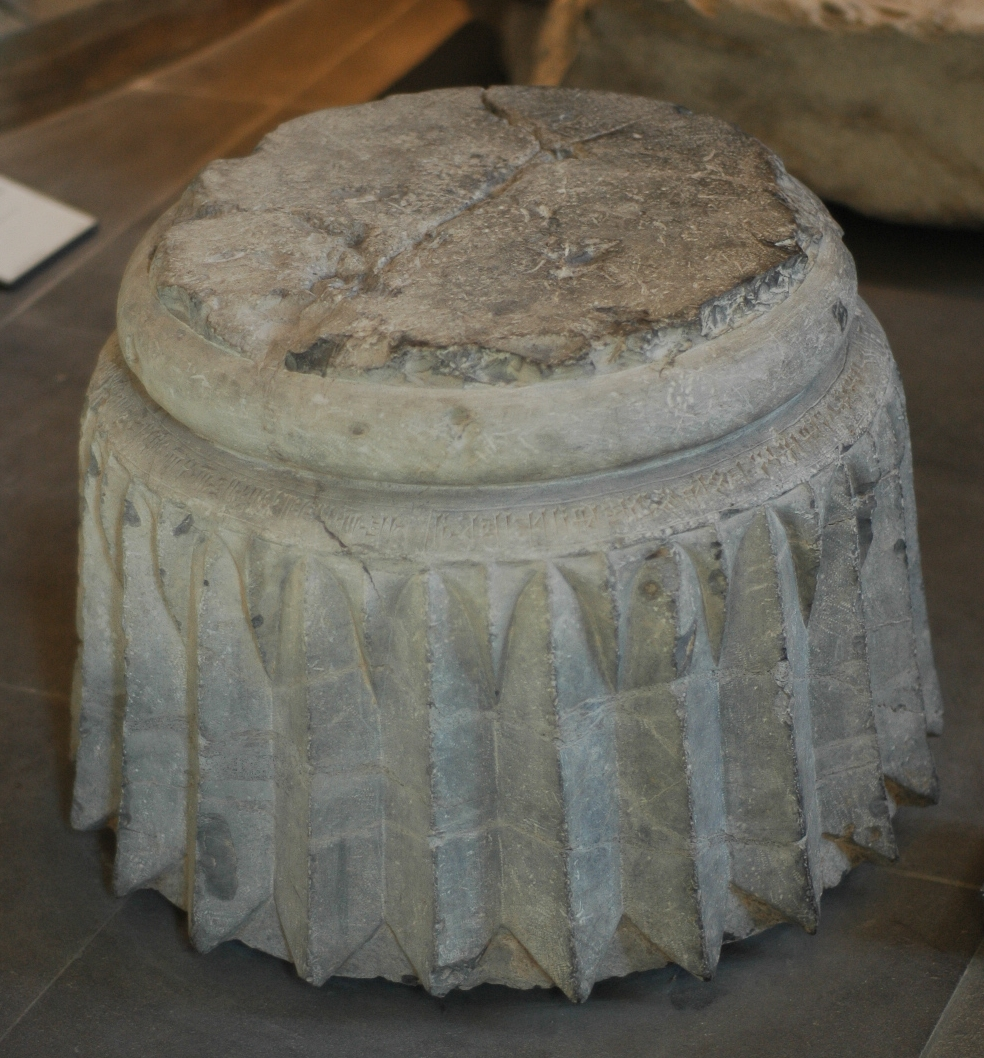
Base de Susa, com inscrição
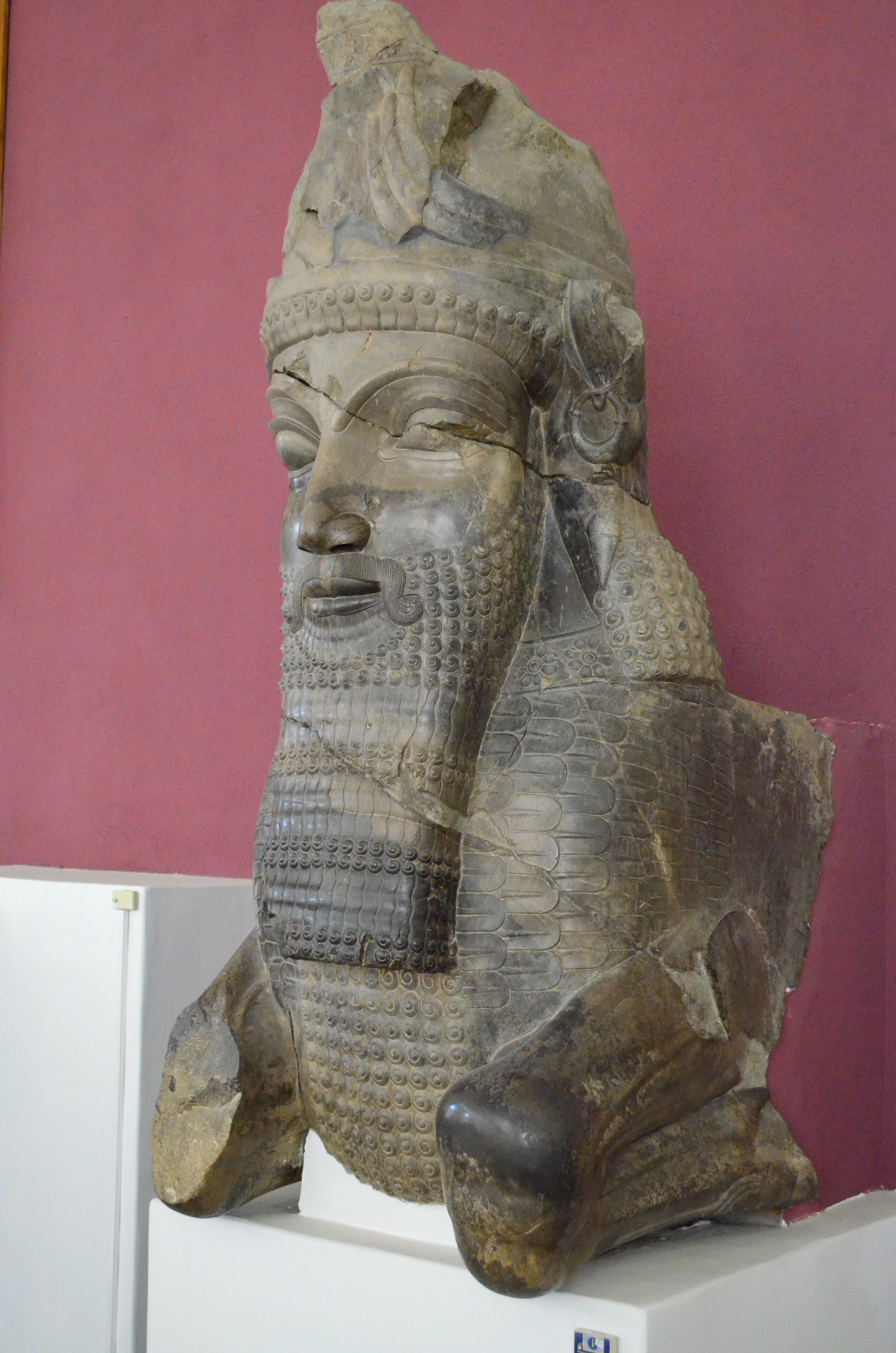
Capitel de homem-touro quebrado de Persepolis
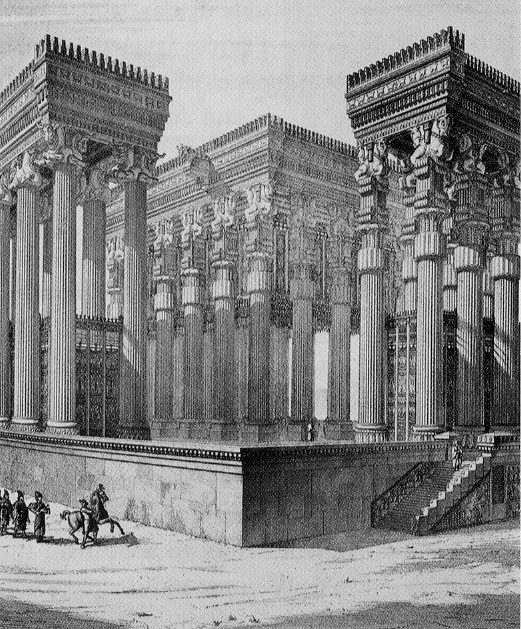
Reconstrução do século XIX de Persépolis, por Flandin e Coste
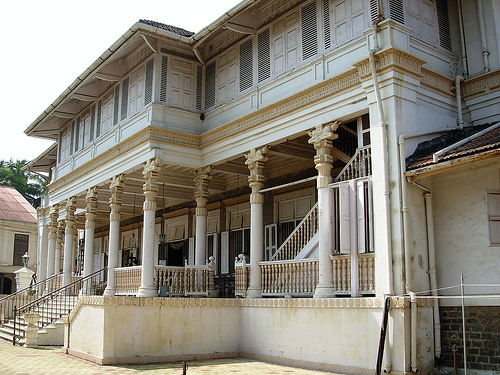
Udvada Atash Behram, um templo de fogo em Udvada, Índia, 1894.
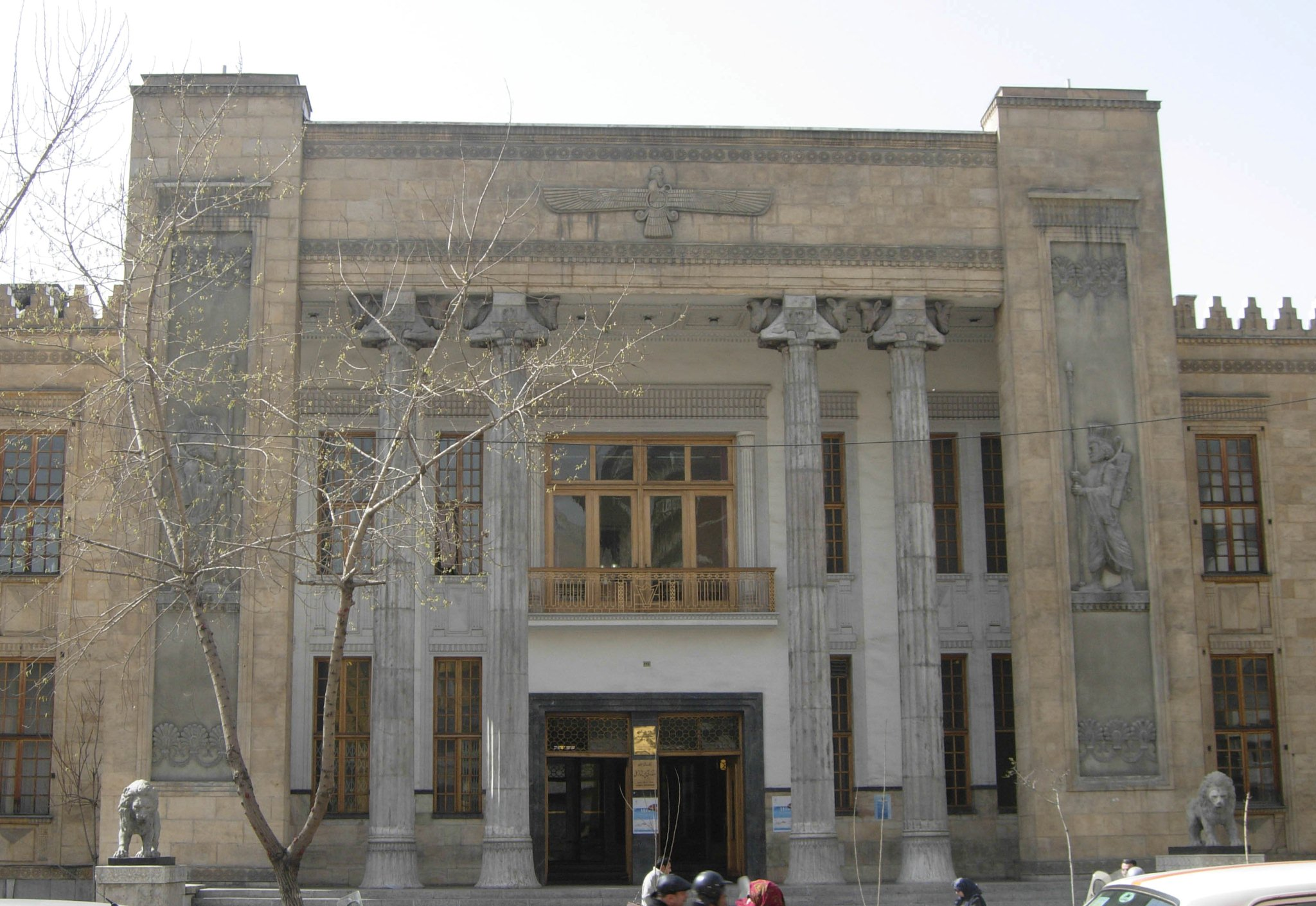
Banco Melli Building, Ferdowsi Ave, Teerã.
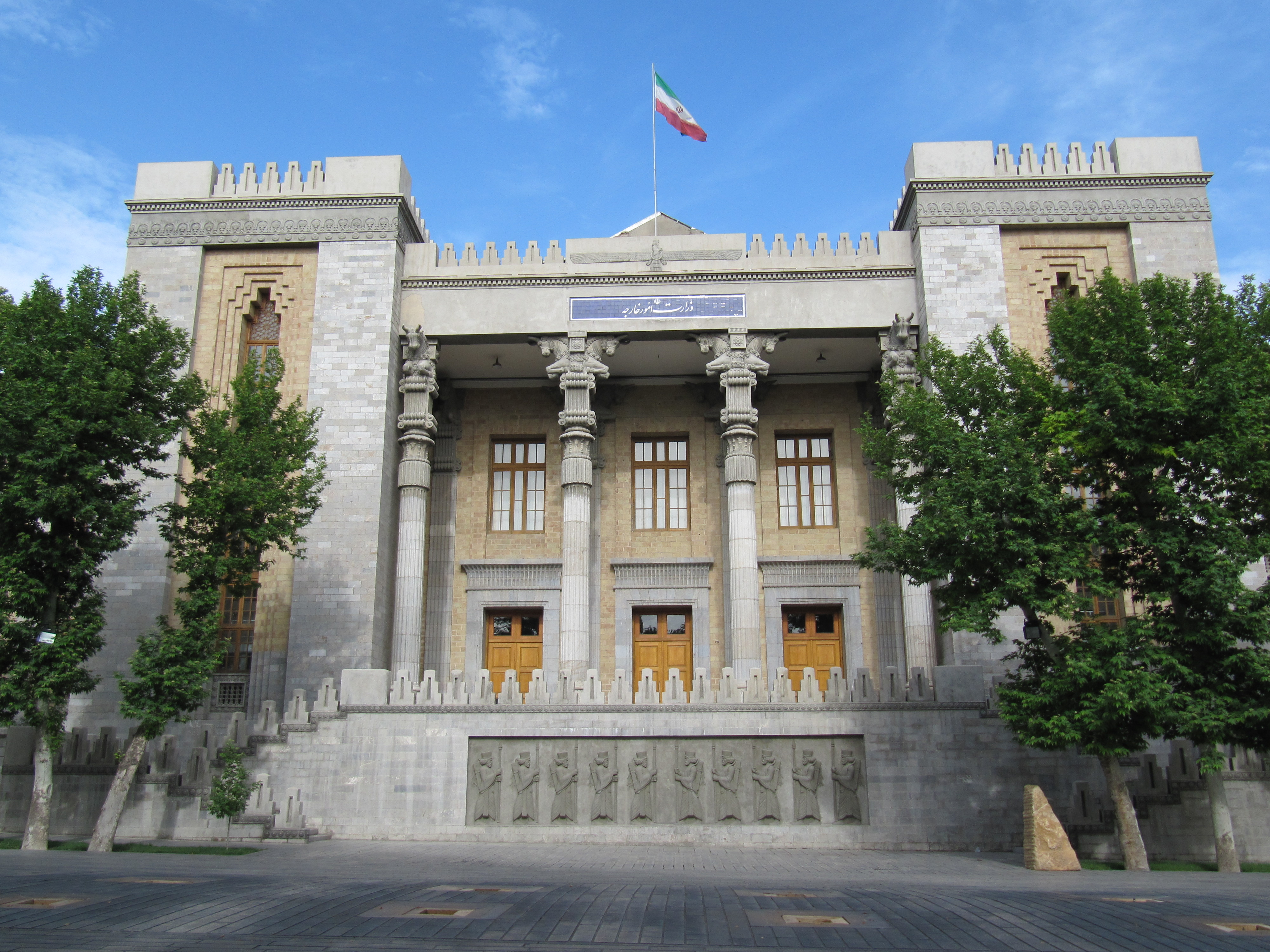
Revivalismo: o moderno Ministério das Relações Exteriores do Irã, 1939.
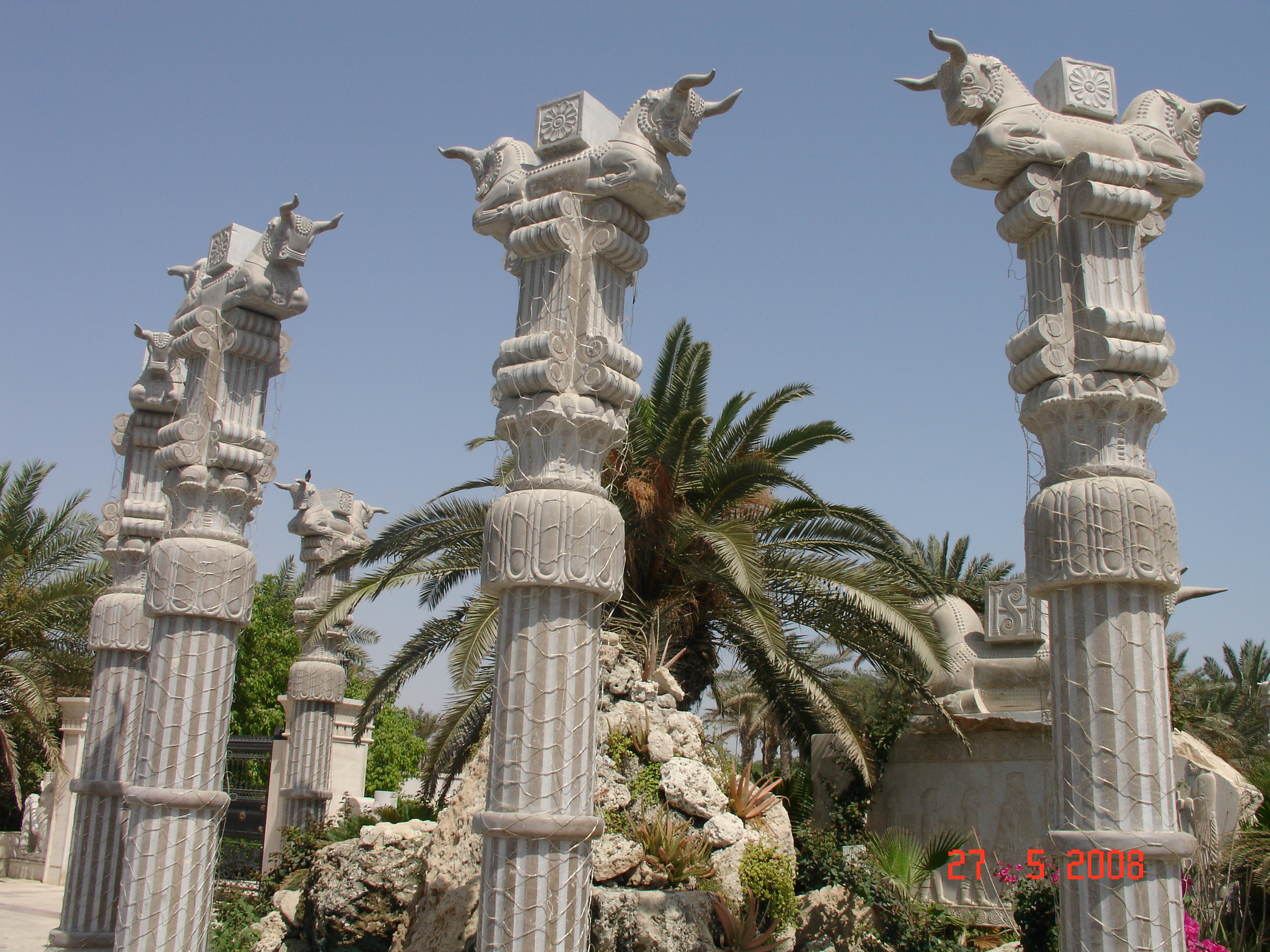
Colunas penduradas com luzes, Dariush Grand Hotel, 1999, Ilha Kish
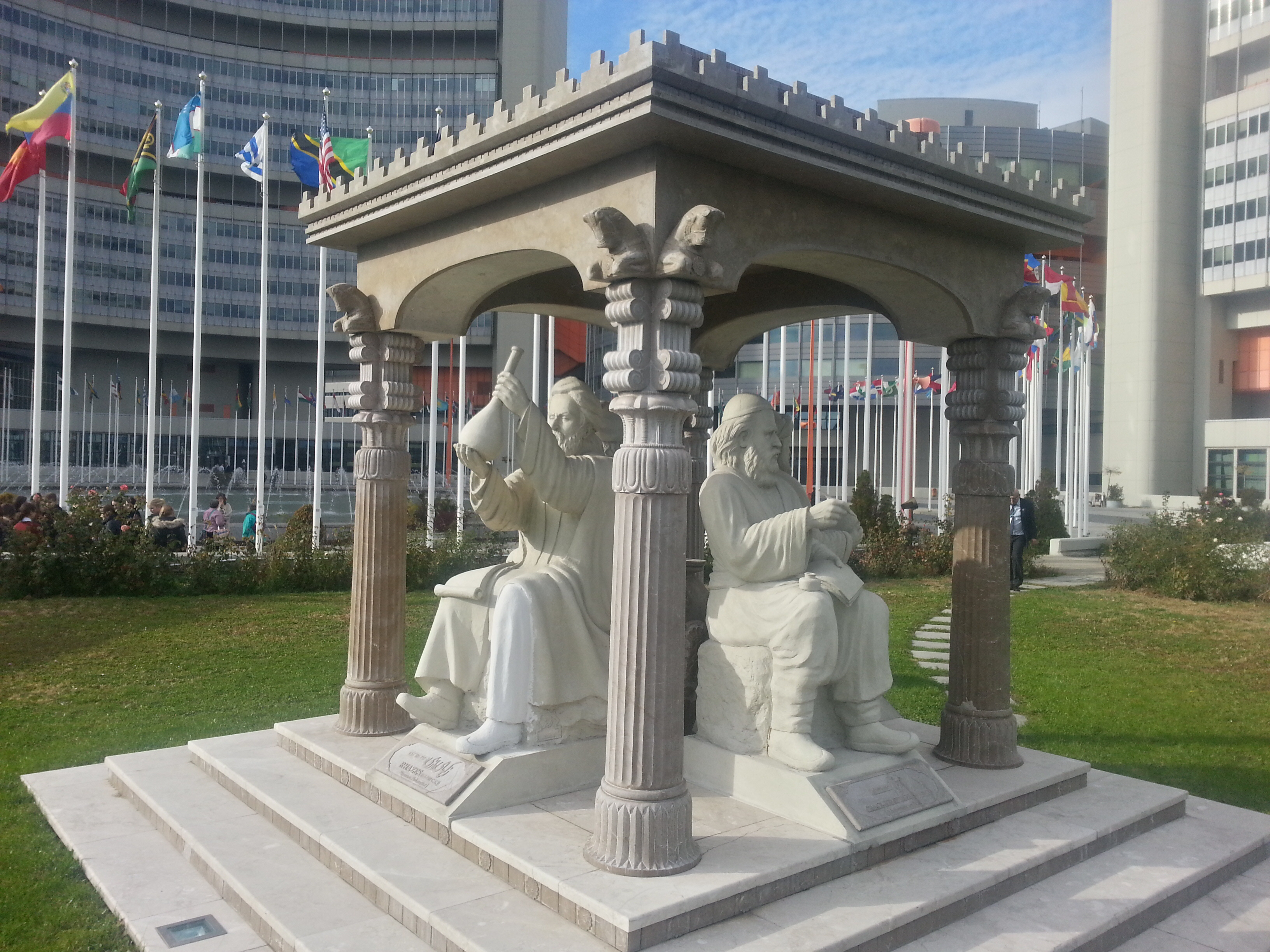
Pavilhão de Estudiosos em Viena, 2009